# Championnat de France de football de deuxième division 1965-1966
Navigation
Division Interrégionale 1964-1965 Division Interrégionale 1966-1967
Le Championnat de France de football D2 1965-1966 avec une poule unique de 19 clubs, voit l’attribution du titre au Stade de Reims, qui accède en première division en compagnie de l'Olympique de Marseille. À la suite de l’abandon du statut pro de l'US Forbach et de l'US Marignane, ainsi que de la fusion du RC Paris avec l'UA Sedan-Torcy, la deuxième division sera composée de 18 club la saison suivante.

## Les 19 clubs participants
| - AS Aix - AC Ajaccio - AS Angoulême - Olympique avignonnais - SC Bastia - RCFC Besançon - AS Béziers - US Boulogne - AS Cherbourg - US Forbach | - FC Grenoble - Limoges FC - US Marignane - Olympique de Marseille - FC Metz - SO Montpellier - RC Paris - Stade de Reims - SC Toulon |

## Classement final
| #  | Club                   | Joués | V  | N  | D  | bp:bc | +/- | Points |
| -- | ---------------------- | ----- | -- | -- | -- | ----- | --- | ------ |
| 1  | Stade de Reims         | 36    | 22 | 6  | 8  | 76-38 | +38 | 50     |
| 2  | Olympique de Marseille | 36    | 20 | 8  | 8  | 58-31 | +27 | 48     |
| 3  | Limoges FC             | 36    | 18 | 10 | 8  | 50-27 | +23 | 46     |
| 4  | SC Bastia              | 36    | 18 | 9  | 9  | 60-46 | +14 | 45     |
| 5  | SC Toulon              | 36    | 17 | 10 | 9  | 56-38 | +18 | 44     |
| 6  | FC Avignon             | 36    | 17 | 9  | 10 | 68-42 | +26 | 43     |
| 7  | AS Béziers             | 36    | 19 | 5  | 12 | 59-42 | +17 | 43     |
| 8  | FC Metz                | 36    | 15 | 12 | 9  | 54-50 | +4  | 42     |
| 9  | US Boulogne            | 36    | 15 | 10 | 11 | 60-56 | +4  | 40     |
| 10 | FC Grenoble            | 36    | 16 | 7  | 13 | 62-58 | +4  | 39     |
| 11 | AS Cherbourg           | 36    | 12 | 11 | 13 | 39-50 | -11 | 35     |
| 12 | SC Angoulême           | 36    | 11 | 10 | 15 | 48-42 | +6  | 32     |
| 13 | SO Montpellier         | 36    | 12 | 6  | 18 | 46-60 | -14 | 30     |
| 14 | RCFC Besançon          | 36    | 9  | 11 | 16 | 47-72 | -25 | 29     |
| 15 | AC Ajaccio             | 36    | 8  | 11 | 17 | 45-64 | -19 | 27     |
| 16 | US Forbach             | 36    | 8  | 9  | 19 | 43-67 | -24 | 25     |
| 17 | RC Paris               | 36    | 9  | 6  | 21 | 46-70 | -24 | 24     |
| 18 | AS Aix                 | 36    | 6  | 11 | 19 | 39-62 | -23 | 23     |
| 19 | US Marignane           | 36    | 7  | 5  | 24 | 32-73 | -41 | 19     |

# position ; V victoires ; N match nuls ; D défaites ; bp:bc buts pour et buts contre
 Victoire à 2 points

## À l’issue de ce championnat
- Équipes reléguées de la première division : AS Cannes et le Red Star Olympique.
- Les équipes de l'US Forbach et de l'US Marignane reprennent le statut amateur et abandonnent la deuxième division à l’issue de la saison.
- L’équipe du RC Paris fusionne avec l'UA Sedan-Torcy et disparaît de la deuxième division.
- Équipes promues du championnat amateur de division inférieure : l'ECAC Chaumont et l’US Dunkerque.

## Barrages pour l'accession en division 1
Les clubs de 2e division classés 3e et 4e vont rencontrer les clubs de 1re division classés respectivement 16e et 17e à l'issue du championnat.
Les barrages se déroulent sous la forme d'un mini tournoi avec les 4 équipes qui se rencontrent par matchs aller et retour.
À l'issue de ce tournoi, les deux premiers accèdent à la 1re division et les deux derniers descendent en 2e division.
| 1re journée - Limoges FC 0-0 Nîmes Olympique - SEC Bastia 2-0 LOSC Lille Métropole | 2e journée - LOSC Lille Métropole 1-0 Limoges FC - Nîmes Olympique 3-2 SEC Bastia | 3e journée - SEC Bastia 3-0 Nîmes Olympique - Limoges FC 0-3 LOSC Lille Métropole | 4e journée - LOSC Lille Métropole 1-0 SEC Bastia - Nîmes Olympique 7-0 Limoges FC |

| Rang | Équipe          | Pts | J | G | N | P | Bp | Bc | Diff |  | Résultats (▼ dom., ► ext.) | LOSC | NO  | SECB | LFC |
| ---- | --------------- | --- | - | - | - | - | -- | -- | ---- |  | -------------------------- | ---- | --- | ---- | --- |
| 1    | Lille OSC       | 6   | 4 | 3 | 0 | 1 | 5  | 2  | +3   |  | Lille OSC                  |      |     | 1-0  | 1-0 |
| 2    | Nîmes Olympique | 5   | 4 | 2 | 1 | 1 | 10 | 5  | +5   |  | Nîmes Olympique            |      |     | 3-2  | 7-0 |
| 3    | SEC Bastia      | 4   | 4 | 2 | 0 | 2 | 7  | 4  | +3   |  | SEC Bastia                 | 2-0  | 3-0 |      |     |
| 4    | Limoges FC      | 1   | 4 | 0 | 1 | 3 | 0  | 11 | -11  |  | Limoges FC                 | 0-3  | 0-0 |      |     |

À l'issue des barrages, le Nîmes Olympique et LOSC Lille Métropole conservent leurs places en première division.